# Jacob Israël de Haan
Jacob Israël de Haan (Jiddisch: יעקב ישראל דעהאן, Hebreeuws: יעקב ישראל דיהאן of יעקב ישראל דה האן) (Smilde, 31 december 1881 — Jeruzalem, 30 juni 1924) was een Nederlandse journalist, schrijver, dichter, publicist, rechtsgeleerde en (anti)zionist. Hij emigreerde in 1919 als zionist naar Palestina. Hij werd daar op 30 juni 1924 geliquideerd door Avraham Tehomi, in opdracht van de zionistische terreurorganisatie Hagana.

## Levensloop

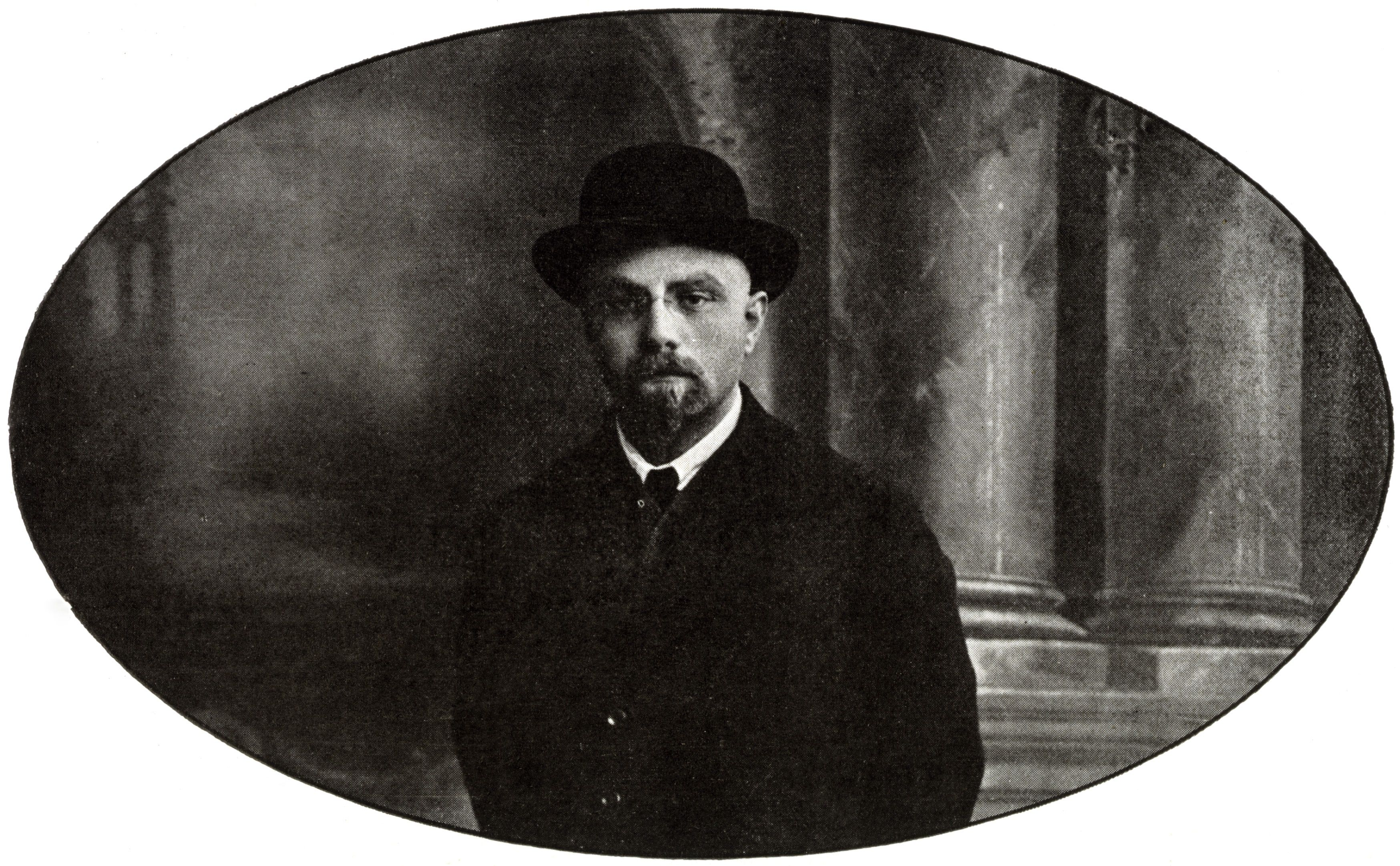
Jacob Israël de Haan

### In Nederland
Jacob de Haan (pas later noemde hij zich met zijn volle naam Jacob Israël de Haan) werd in een groot, orthodox joods gezin geboren als zoon van een chazzan, de voorzanger in de synagoge. De schrijfster Carry van Bruggen was een van zijn zusters. Beiden zijn in hetzelfde jaar geboren, en om die reden wordt soms aangenomen dat zij een tweeling zijn. Dat is echter niet het geval: zijn zuster was op één dag na een jaar ouder. Het gezin verhuisde in 1885 naar Zaandam, en in 1896 ging Jacob naar de kweekschool (de toenmalige opleiding voor onderwijzers) in Haarlem. Jacob werd marxist en lid van de SDAP, en was als letterkundig medewerker verbonden aan het socialistische dagblad Het Volk, waarvan hij ook enige tijd de kinderrubriek redigeerde. Terwijl hij op school lesgaf studeerde hij voor het staatsexamen, en ging vervolgens naar de universiteit, waar hij rechten studeerde. Hij deed doctoraalexamen in 1909 en promoveerde in 1916.
Ondertussen profileerde hij zich ook als schrijver van proza en poëzie. Vanaf 1900 publiceerde hij in allerlei literaire tijdschriften, en in 1904 verscheen zijn eerste roman.

### "Voorloper van Amnesty International"
De Haan ondernam in 1912 enkele reizen naar tsaristisch Rusland, waarbij hij een aantal gevangenissen bezocht om de situatie van politieke gevangenen te onderzoeken. Zijn schokkende bevindingen publiceerde hij in zijn boek In Russische gevangenissen (1913). Ook richtte hij een comité op, samen met Frederik van Eeden en Henriette Roland Holst, om handtekeningen te verzamelen om met name Ruslands toenmalige bondgenoten Engeland en Frankrijk te bewegen tot protest tegen Rusland. In een publicatie van Amnesty International is hij op grond van deze activiteiten beschreven als 'een voorloper van Amnesty International'.

### Naar Palestina
Ondertussen had De Haan het socialisme vaarwel gezegd, en werd hij zionist. Weer later werd hij religieus. Daarna werd hij actief in de Edah HaChareidis, de rabbinale organisatie van de traditionele orthodoxe joden van Jeruzalem en het Heilig Land, die fel antizionistisch waren. Toen hij in 1919 naar Palestina emigreerde, werd hij een van de politieke leiders van de Edah HaChareidis. Hij was voorstander van een staat waarin Joden en Arabieren als gelijken zouden leven, en bepleitte onderhandelingen met Arabische leiders, om aldus te komen tot een vreedzame beëindiging van de tegenstelling tussen Joden en Arabieren. Deze opstelling wekte de ergernis van zionistische leiders. Sommige orthodoxe Joden stellen dat het verschijnen van de Messias afgewacht moet worden voordat een op religieuze gronden gebaseerd Israël kan worden gesticht.
De Haan was in Palestina werkzaam als correspondent van het Algemeen Handelsblad, een van de voorlopers van het huidige NRC-Handelsblad. Hij was als journalist zeer productief: in vijf jaar verschenen er 394 feuilletons, die veelal handelen over de opbouw van het 'Joodsch Nationaal Tehuis' sinds de Balfour-verklaring van 1917, maar ook over het dagelijks leven in Jeruzalem en omgeving, waarbij hij speciaal belangstelling toonde voor het leven van de Arabische bewoners van Palestina. Verder volgde hij de politiek van het Nabije Oosten, onder meer van het gistende Egypte en Jordanië.

### Vermoord door de Hagana

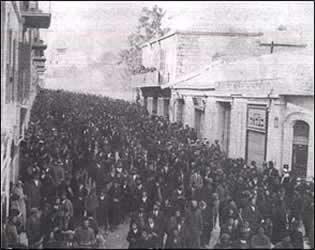
Begrafenis van De Haan in Jeruzalem (juli 1924)

Op maandag 30 juni 1924 werd De Haan met drie pistoolschoten om het leven gebracht op de trappen van het Sja'arei Tsedek-ziekenhuis in de Jaffastraat in Jeruzalem, toen hij terugkwam van het avondgebed in de synagoge. Eerst werd een zekere Jacob Zugmann of Gussmann gearresteerd, die door zijn hospita met de moord in verband werd gebracht. Zugmann poogde zich van het leven te beroven, zoals hij al eerder had getracht, maar overleefde. Hij werd niet geheel toerekeningsvatbaar geacht, maar bleek uiteindelijk onschuldig. De Joodse pers achtte het ondenkbaar dat een prominent Joods geleerde door een Jood was vermoord; het doden van een Jood door een andere Jood was en is een groot taboe in het Jodendom.
Door velen werd lange tijd gedacht dat de daders Arabieren waren, maar die opvatting is onjuist gebleken. Het was een van de seculiere zionistische organisaties die had besloten De Haan te vermoorden, de Hagana. Een aantal Hagana-activisten, met medewerking van een politieman, bracht hem midden op straat om het leven, met medeweten van hun leider Itzhak Ben-Zvi, die later de tweede president van Israël zou worden (1952-1963). Dat evenwel ook in De Haans eigen tijd aan deze mogelijkheid gedacht werd, blijkt uit een krantenbericht over zijn begrafenis, die door een menigte van zo'n 5000 mensen werd bijgewoond, 'vrijwel de geheele Joodsche orthodoxie van Jeruzalem': 'Tijdens de begrafenis kwam het tot een groote protestbetooging tegen de Zionisten, aan wie men te Jeruzalem algemeen den moord toeschrijft.' Ook had De Haan in de laatste maanden van zijn leven veel dreigbrieven uit zionistische hoek ontvangen, waaronder één op gouvernementspapier.
De politieke moord op De Haan is zorgvuldig onderzocht en beschreven in het boek De Haan: De eerste politieke moord in Palestina, door Shlomo Nakdimon en Shaul Mayzlish (1985). Nakdimon en Mayzlish verrichtten een diepgaand onderzoek naar de moord, en zij wisten de moordenaar te traceren, Avraham Tehomi, die toen als bejaarde zakenman in Hong Kong woonde.
Tehomi (1903-1990) heeft nooit spijt van de moord gehad, zoals bleek uit een interview voor de Israëlische televisie met Nakdimon: 'Ik heb gedaan wat de Hagana besloten had. En er werd niets gedaan zonder bevel van Itzhak Ben-Zvi. (...) Ik heb geen spijt, want hij wilde ons hele zionistische idee verwoesten.' Tehomi werd kort voor zijn dood ook geïnterviewd door Emile Fallaux voor een omvangrijke documentaire over De Haan voor de Nederlandse VPRO-televisie, Het eind dat niemand keren kan, waarin hij dit nog eens bevestigde.
In de charedisch ('ultraorthodox') joodse gemeenschap van Jeruzalem worden de namen 'Yaakov Yisroel' of 'Yisroel Yaakov' regelmatig aan jongens gegeven als herinnering aan De Haan, die in deze gemeenschap als een held wordt gezien die door de zionistische ketters is vermoord, en voor een heilige zaak gestorven is. Een bekend persoon met deze naam was Rabbijn Yisroel Yaakov Fisher, opperrabbijn van de Edah HaChareidis tot zijn overlijden in 2003.
Het leven en de tragische dood van De Haan inspireerden Arnold Zweig tot zijn roman De Vriendt kehrt heim (1932). En het grote aantal recente uitgaven (waaronder veel bibliofiele) van zijn werk geeft aan dat Jacob Israël de Haan ook in de niet-joodse wereld nog allesbehalve vergeten is.

## Wetenschappelijk werk

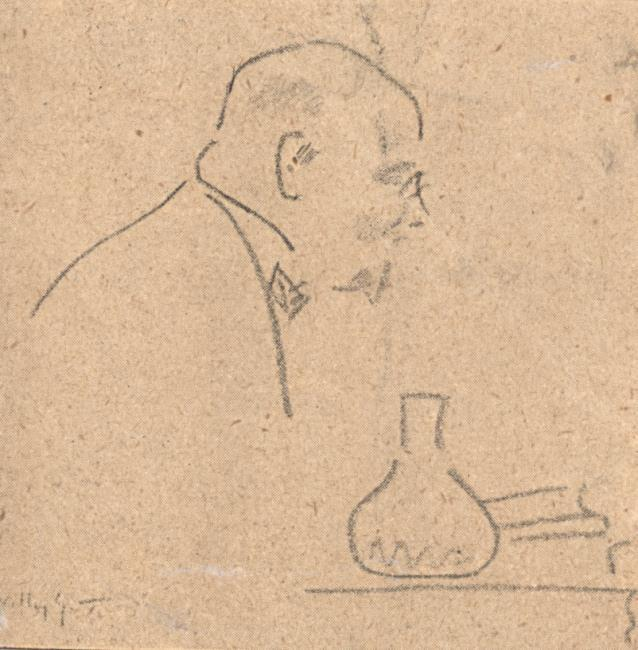
De Haan (schets door Willy Sluiter)

Op 1 februari 1916 promoveerde De Haan in de rechten met een proefschrift getiteld Rechtskundige significa en hare toepassing op de begrippen "aansprakelijk, verantwoordelijk, toerekeningsvatbaar" (promotor: Gerard Anton van Hamel). Hiermee leverde De Haan een bijdrage aan het domein van de significa, een tak in de taalwetenschap die zich bezighoudt met het ontstaan van betekenis in communicatieprocessen. Het was Frederik van Eeden geweest die De Haan had laten kennismaken met de grondbeginselen ervan zoals geformuleerd door de Engelse Victoria Lady Welby.
Een paar maanden na zijn promotie werd De Haan privaatdocent aan de Universiteit van Amsterdam. De leerstoel strafrecht die na het vertrek van Van Hamel was vrijgekomen en die De Haan ambieerde werd hem echter niet gegund.
In zijn opvattingen over de oorzaken van criminaliteit neigde De Haan naar determinisme. Een markante uitspraak van hem luidde dan ook: 'Antropologen en sociologen moeten de inhoud van een strafvonnis maken. Juristen moeten de vorm van een strafvonnis maken.'

## Literair werk

### Romans
Behalve minder bekend werk (de verhalenbundel Kanalje, losse tijdschriftpublicaties en de roman Ondergangen), heeft De Haan twee romans geschreven die opzien baarden en herdrukt werden.

#### Pijpelijntjes
Het opzien was echter van andere dan literaire aard: toen in 1904 Pijpelijntjes (het boek speelt in de Amsterdamse wijk De Pijp) uitkwam, bleek het een homoseksuele thematiek te hebben. Het werk was opgedragen aan "goede A. Aletrino", letterkundige en vriend van De Haan. Aletrino reageerde geschokt. P.L. Tak, hoofdredacteur van het socialistische dagblad Het Volk, stuurde De Haan een ontslagbrief, om hem de volgende dag te schrijven dat hij nog altijd welkom was om te 'spreken met iemand die wat ouder is'. Hiermee refereerde Tak naar hemzelf. Frederik van Eeden, ook een vriend van De Haan, keurde het boek af. Lodewijk van Deyssel reageerde aanvankelijk welwillend, maar allengs afhoudender. De Haan werd op staande voet ontslagen als onderwijzer.
Zowel Aletrino als De Haan zelf heeft pogingen gedaan de eerste editie van het boek uit de handel te halen, door zo veel mogelijk exemplaren op te kopen en te vernietigen. Er zijn tegenwoordig nog maar een kleine twintig exemplaren van het boek bekend, en het is in kringen van verzamelaars een van de meest gezochte en kostbaarste handelsedities. Nog hetzelfde jaar kwam een tweede, geheel omgewerkte druk uit, waarin de opdracht ontbrak, en waaruit ook toespelingen op Aletrino waren verwijderd; het homoseksuele aspect was echter geheel intact gelaten. De publieke belangstelling bleef gering en ook de tweede druk is een zeer zeldzaam boek geworden.
De Haan had plannen voor een tweede deel van Pijpelijntjes, maar dat is er niet meer gekomen; jaren later zijn slechts fragmenten in tijdschriftvorm gepubliceerd. Inmiddels had hij in een brochure onder de titel Open brief aan P.L. Tak afgerekend met zijn voormalige hoofdredacteur.
De vroeg-20ste-eeuwse, impressionistische roman Pijpelijntjes vormt samen met de Open brief aan P.L. Tak echter een belangrijk literair document, dat helder de sociale situatie en het leven in een Amsterdamse volkswijk weergeeft. De vlijmscherpe dialogen waren eind jaren 1980 startpunt voor enkele succesvolle theaterbewerkingen.

#### Pathologieën
In 1908 verscheen een tweede roman met een homoseksueel thema: Pathologieën. De ondergang van Johan van Vere de With. Dit boek deed desondanks, en ondanks zijn opmerkelijke omslagtekening, veel minder stof opwaaien dan zijn voorganger. Er komen passages in voor die een sadistische inslag tonen en door De Haans afstandelijke en verfijnde wijze van beschrijven is het boek een van de weinige Nederlandse volledig 'decadentistische' romans geworden. Ook De Haans 'Nerveuze vertellingen' en sommige van zijn Besliste Volzinnen zijn als decadentistisch te beschouwen.
In de jaren zeventig van de vorige eeuw, de tijd waarin de homo-emancipatie volop tot ontwikkeling kwam en er hernieuwde belangstelling was voor het fin de siècle, herleefde de belangstelling voor de twee romans. Beide werden meerdere malen herdrukt: een achtste uitgave van Pijpelijntjes verscheen in 2006 en een vierde van Pathologieën in 2003.

### Poëzie

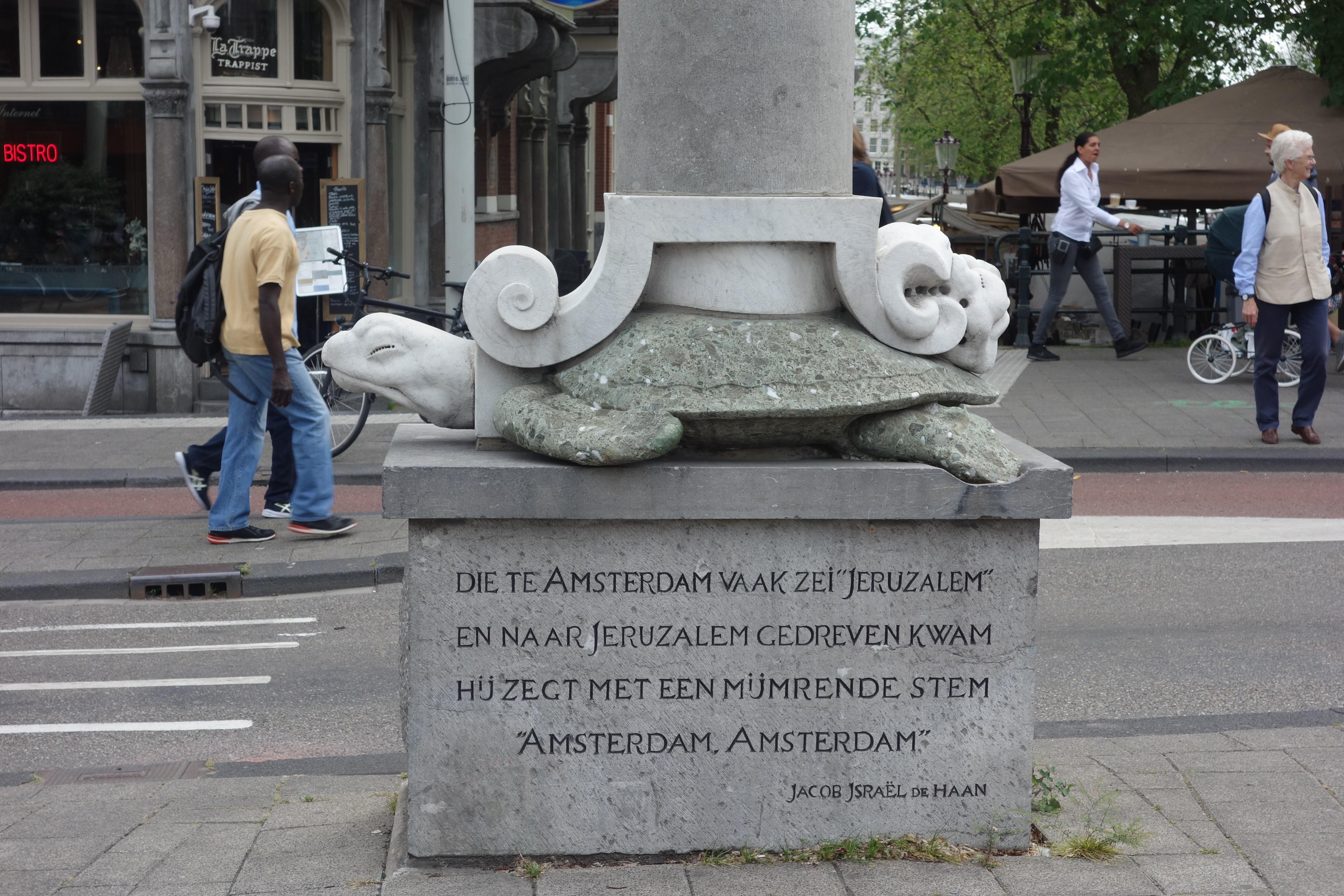
Gedicht van De Haan bij de Sint Anthoniesluis in Amsterdam

Nog tijdens De Haans leven raakten zijn romans vergeten, en hij ging over op de dichtkunst. Al vanaf 1900 had hij jeugdwerk gepubliceerd, maar vanaf 1914 kwamen voldragen bundels uit met gedichten die vaak opnieuw homoseksualiteit tot onderwerp hadden: Libertijnsche liederen (1914) en Een nieuw Carthago (1919) zijn beide geïnspireerd door romans van Georges Eekhoud, de Belgische schrijver die de inleiding had geschreven voor Pathologieën. Tevens maakte De Haan het Jood-zijn tot zijn thematiek, zoals al blijkt uit de titel van zijn tweedelige Het Joodsche lied.
Het bekendst bleven de postuum uitgegeven Kwatrijnen, een omvangrijke bundel intieme, gevoelige poëzie. Mede om zijn gedichten, emotioneel, eigenzinnig, met een persoonlijke ritmiek, is De Haan een bekend schrijver gebleven. In 1952 werden zijn Verzamelde gedichten uitgegeven, geredigeerd door K. Lekkerkerker; daarna verschenen er verschillende bloemlezingen, zoals Ik ben een jongen te Zaandam geweest, samengesteld door Gerrit Komrij. In 1997-2001 kwam de Grote Nederlandse Letterproef tot stand, een verzameling van zestig teksten van De Haan gedrukt door zestig bibliofiele drukkers, die behoorden tot de Stichting Drukwerk in de Marge.
Op 1 juni 1952 werd in Amsterdam het Genootschap Jacob Israël de Haan opgericht, onder voorzitterschap van Garmt Stuiveling en met Wim Simons als secretaris. Ook K. Lekkerkerker en Johan Polak maakten deel uit van dit Genootschap, dat enkele publicaties uitgaf en een verzameling aanlegde. In september 2008 werd het op initiatief van homogeschiedenis-expert van de UvA Gert Hekma opnieuw actief met als voorzitter de hoogleraar Marita Mathijsen, in 2022 opgevolgd door hoogleraar Neerlandistiek Jacqueline Bel. Het Genootschap organiseert jaarlijks een lezing rond het fenomeen De Haan en houdt in de maand juni van diens 100ste sterfjaar, 2024, een De Haan Festival.

## In Amsterdam
Hoewel naar veel van De Haans collega-schrijvers, inclusief zijn zuster Carry van Bruggen, een straat werd vernoemd in Amsterdam-West, werd Jacob de Haan aanvankelijk overgeslagen. In 1993 werd dat hersteld, en werd in de Amsterdamse Pijp een Jacob Israël de Haanstraat naar hem vernoemd. Ook in de Groningse wijk De Held is een Jacob Israël de Haanstraat.
Een dichtregel van De Haan diende in 1979 als titel van een bloemlezing van Nederlandse homo-erotische poëzie, samengesteld door Hans Hafkamp: Naar vriendschap zulk een mateloos verlangen. Deze tekst werd ook aangebracht op het in 1987 onthulde Homomonument in Amsterdam.

### Poëzie
- 1914 - Libertijnsche liederen
- 1915 - Het Joodsche lied. Eerste boek
- 1917 - Liederen
- 1919 - Een nieuw Carthago
- 1921 - Het Joodsche lied. Tweede boek
- 1924 - Kwatrijnen
- 1952 - Verzamelde gedichten (bezorgd door Kees Lekkerkerker)
- 1982 - Ik ben een jongen te Zaandam geweest (bloemlezing door Gerrit Komrij)

### Proza
- 1904 - Pijpelijntjes; 2e druk in 1904 als: "Pijpelijntjes" (het leven van Cor Koning en Felix Deelman) (laatstelijk herdrukt in 2006)
- 1904 - Kanalje (heruitgegeven in 1977)
- 1907 - Ondergangen (heruitgegeven in 1984)
- 1907-1910 - Besliste volzinnen (deze aforismen verschenen in De Amsterdammer en het Vlaamse maandblad Ontwaking. Voor het eerst bijeengebracht in 1954)
- 1908 - Pathologieën. De ondergangen van Johan van Vere de With (laatstelijk herdrukt in 2003)
- 1983 - Nerveuze vertellingen (eerder verschenen in verschillende tijdschriften in het begin van de 20e eeuw)
- 1994 - In proza (49 publicaties uit krant of tijdschrift)
- 1998(-2001) - De Grote Nederlandse Letterproef. Zestig prozafragmenten van Jacob Israël de Haan (60 prozafragmenten, grotendeels ontleend aan In proza)

### Non-fictie
- ca. 1912 - In Russische gevangenissen
- 1916 - Rechtskundige significa en hare toepassing op de begrippen: "aansprakelĳk, verantwoordelĳk, toerekeningsvatbaar" (dissertatie)
- 1916 - Wezen en taak der rechtskundige significa
- 1919 - Rechtskundige significa

Vanuit Palestina schreef De Haan vele honderden scherpzinnige reisverslagen voor het Algemeen Handelsblad. Ondanks verschillende plannen zijn deze nooit in hun geheel als boek uitgegeven. Er zijn echter bundelingen, en de tekst is compleet te zien op de DBNL, met inleiding en aantekeningen van Ludy Giebels.
- 1922 - Jeruzalem
- 1925 - Palestina met inleiding van Carry van Bruggen
- 1941 (!) - Brieven uit Jeruzalem bezorgd door David Koker
- 1981 - Jacob Israël de Haan - correspondent in Palestina, 1919-1924. Samengesteld en ingeleid door Ludy Giebels
- 2010 - Feuilletons in het Algemeen Handelsblad 1919-1924. Met glossarium en aantekeningen over de belangrijkste personen en begrippen[13]

### Brieven
- 1905 - Open brief aan P.L. Tak, hoofdredacteur van "Het Volk", Lid van het Partijbestuur der S.D.A.P. ...

Naast de brieven uit Palestina zijn er ook eerdere correspondenties gebundeld:
- 1957 - Brieven aan een jongen. Ingeleid door Arnold Saalborn
- 1994 - Brieven van en aan Jacob Israël de Haan 1899-1908. Bezorgd door Rob Delvigne en Leo Ross

Honderden andere brieven zijn bewaard gebleven, maar niet gepubliceerd.

### Publicaties
- Jan Fontijn, Onrust. Het leven van Jacob Israël de Haan, 1881-1924. Amsterdam, 2015.
- Een vriend komt thuis. Jacob Israël de Haan-nummer van Uitgelezen Boeken, katern voor boekverkopers en boekenkopers, jaargang 13 nr. 2 (september 2009), samengesteld door de Stichting Jacob Israël de Haan
- Rob Delvigne en Leo Ross, Een uitmuntend letterkundig kunstenaar. Opstellen over Jacob Israël de Haan. Servo, Assen, 2002
- Mijn lied, mijn leed, mijn hartstocht. Het leven van Jacob Israël de Haan (1881-1924). Samenstelling Anti-Discriminatie Bureau Zaanstreek. Amor Vincit Omnia, Westzaan, 1998
- Elisabeth Leijnse, 'Jacob Israël de Haan'. In: Kritisch Lexicon van de Moderne Nederlandstalige Literatuur. Afl. 69, mei 1998. (Biografie, kritische beschouwing, primaire en secundaire bibliografie)
- Rob Delvigne en Leo Ross, Brieven van en aan Jacob Israël de Haan 1899-1908, 1994, proefschrift
- Ludy Giebels, Inventaris van het archief van Jacob Israël de Haan (Smilde 31 december 1881-Jeruzalem 30 juni 1924) in de Bibliotheca Rosenthaliana, Universiteitsbibliotheek van Amsterdam, 1994
- Govaert C.C.J. van den Bergh (keuze en inleiding), 'De taal zegt meer dan zij verantwoorden kan. Een keuze uit de verspreide rechtskundig-signifische geschriften van Mr. Jacob Israël de Haan'. Speciaal nummer van Ars Aequi Libri, Nijmegen 1994
- Maurice van Lieshout, 'De "ondergangen" van "een zuiver homosexueelen jongen". De Haans Pathologieën als homoseksuele en decadente roman.' In: E. Eweg (red.), Deugdelijk vermaak: opstellen over literatuur en filosofie in de negentiende eeuw. Amsterdam, Huis aan de Drie Grachten, 1987, 136-150
- Shlomo Nakdimon en Shaul Mayzlish, De Haan. The first political assassination in Palestine. Modan Press, Tel Aviv, 1985
- J. Meijer, De zoon van een gazzen. Athenaeum - Polak & Van Gennep, Amsterdam, 1967
- Eddy-Lex Israël, Jacob Israël de Haan, de dichter van het Joodsche lied. Heijnis, Amsterdam, 1963
- Wim J. Simons, 'Een onzedelijk boek'. In: Maatstaf, jrg. 6, 1958/59 (over Pijpelijntjes)

### Voorstelling
Regisseur Gerardjan Rijnders schreef voor 2017 een toneelvoorstelling over De Haan, getiteld Salaam Jeruzalem. Hoofdrol is voor Sabri Saad el Hamus.